# Lhota pod Horami
Lhota pod Horami je vesnice, část obce Temelín v okrese České Budějovice v Jihočeském kraji. Nachází se asi 2,5 kilometru jihozápadně od Temelína. Ve vesnici se nachází železniční zastávka na trati Číčenice – Týn nad Vltavou a Horní a Dolní lhotský rybník. Stejnojmenné katastrální území má rozlohu 3,82 km².

## Historie
První písemná zmínka o vesnici pochází z roku 1545.

## Obyvatelstvo
| Rok            | 1869 | 1880 | 1890 | 1900 | 1910 | 1921 | 1930 | 1950 | 1961 | 1970 | 1980 | 1991 | 2001 | 2011 | 2021 |
| -------------- | ---- | ---- | ---- | ---- | ---- | ---- | ---- | ---- | ---- | ---- | ---- | ---- | ---- | ---- | ---- |
| Počet obyvatel | 223  | 244  | 212  | 230  | 262  | 268  | 219  | 198  | 184  | 163  | 113  | 112  | 134  | 156  | 125  |
| Počet domů     | 35   | 37   | 41   | 44   | 45   | 46   | 47   | 49   | 49   | 45   | 38   | 47   | 52   | 54   | 52   |

## Obecní správa
Při sčítání lidu v letech 1850–1960 Lhota pod Horami byla samostatnou obcí, se kterým patřila nejprve do okresu Budějovice, ale v letech 1880–1950 v okrese Týn nad Vltavou a od roku 1960 opět v okrese České Budějovice. Od 12. června 1960 je částí obce Temelín v okrese České Budějovice. V letech 1850–1884 k obci patřil Sedlec.